# Parafia św. Ignacego Loyoli w Borowej
Parafia św. Ignacego Loyoli w Borowej – parafia rzymskokatolicka znajdująca się w Malenowicach na wzgórzu Borowa, w kraju morawsko-śląskim w Czechach. Należy do dekanatu Mistek diecezji ostrawsko-opawskiej.

## Historia
Kościół św. Ignacego Loyoli na wzgórzu Borowa w Malenowicach wybudowali jezuici w 1673 jako kaplice misyjną. Samodzielna parafia erygowana została w dobie józefinizmu, kiedy to rozporządzenie gubernialne z 1784 zdefiniowało wytyczne do powstania nowych parafii: w miejscowościach trudno dostępnych, w których mieszkało ponad 700 (lub 500 w mieszanych wyznaniowo) katolików, którzy dotąd mieli ponad godzinę drogi do kościoła parafialnego. Po długiej dyskusji na Śląsku Cieszyńskim powstało 10 nowych parafii, w tym w Malenowicach. Od początku parafia podlegała dekanatowi frydeckiemu.
Po I wojnie światowej Malenowice znalazły się w granicach Czechosłowacji, wciąż jednak podległe były diecezji wrocławskiej, pod zarządem specjalnie do tego powołanej instytucji zwanej: Knížebiskupský komisariát niský a těšínský. W 1939 jako jedna z 17 parafii archidiecezji wrocławskiej pozostała w granicach Protektoratu Czech i Moraw. W 1947 obszar ten wyjęto ostatecznie spod władzy biskupów wrocławskich i utworzono Apostolską Administraturę w Czeskim Cieszynie, podległą Watykanowi. W 1978 obszar Administratury podporządkowany został archidiecezji ołomunieckiej. W 1996 wydzielono z archidiecezji ołomunieckiej nową diecezję ostrawsko-opawską, a parafia została przejęta przez dekanat Mistek.